# Stiftung St. Jakob
| Gründung     | 1902                |
| Gründerin    | Marie Bürkli        |
| Sitz         | Zürich, Schweiz     |
| Leitung      | Matthäus Walzthoeny |
| Beschäftigte | 550                 |
| Website      | st-jakob.ch         |

Die Stiftung St. Jakob ist ein wirtschaftlich ausgerichtetes Sozialunternehmen in der Schweiz. Im Zentrum steht die Integration von Menschen mit einer Beeinträchtigung in das Arbeitsleben und in die Gesellschaft. Die Stiftung hat sich seit 1902 von einer Korbflechterei in ein vielfältiges Unternehmen mit über 550 Arbeits- und Ausbildungsplätzen entwickelt. Sie bietet Menschen mit einer Beeinträchtigung marktgerechte Arbeit und Ausbildungsplätze in einem sozialen Umfeld und erbringt Marktleistungen in verschiedenen Bereichen. 

## Geschichte
Marie Bürkli (1864–1927) gehörte in Zürich zu den Förderinnen der Eigenständigkeit und Emanzipation blinder Frauen und Männer. 1902 gründete Bürkli in ihrem Elternhaus ein Arbeitsheim für blinde Frauen. Es beherbergte eine Stuhlflechterei, eine Strick- und Häkelabteilung sowie eine Bürstenbinderei. Drei Jahre später kam an der St.-Jakob-Strasse eine Werkstätte für blinde Männer dazu. «Das ziellose Herumwandern soll einer festen Tageseinrichtung Platz machen, und den Blinden soll ein, wenn auch kleiner so doch sicherer Verdienst verschafft werden», lautete die Zielsetzung. Während Jahrzehnten beschäftigte sie beeinträchtigte Menschen, zu denen im Lauf der Zeit nicht nur Blinde zählten, auch Menschen, die auf dem Arbeitsmarkt schwierig zu vermitteln waren, wurden aufgenommen. Die Stiftung St. Jakob bezog im Jahr 2018 den Neubau an der Viaduktstrasse 20. Darin bietet sie rund 380 geschützte Arbeitsplätze und rund 40 Ausbildungsplätze. Der Platz vor dem St. Jakob Beck & Kafi wurde zu Ehren der Gründerin «Marie-Bürkli-Eck» genannt.
| Bedeutende Ereignisse                                                                       |
| ------------------------------------------------------------------------------------------- |
| 1902 Gründung Arbeitsheim für blinde Frauen                                                 |
| 1978 Von der Blindenwerkstatt zum Behindertenwerk St. Jakob und Umzug an die Kanzleistrasse |
| 1986 Vom Verein zur Stiftung                                                                |
| 1998 Eröffnung der ersten Bäckerei Filiale                                                  |
| 2000 Eröffnung der Filiale Albisrieden                                                      |
| 2003 Eröffnung Beck und Kafi Filiale Kanzleistrasse                                         |
| 2004 Eröffnung St. Jakob Confiserie am Stauffacher                                          |
| 2006 Gebäude- und Gartenbau kommt als neue Abteilung dazu                                   |
| 2010 Eröffnung Bäckerei im Viadukt                                                          |
| 2012 Digitalisierungsabteilung wird eröffnet                                                |
| 2013 Lancierung Dreiohrhasen                                                                |
| 2016 Rückkehr des originalen Züri Tirggels in seine Heimatstadt                             |
| 2018 Einweihung des Neubaus im Viadukt                                                      |

## Finanzierung und Geschäftszweck
Die Stiftung St. Jakob ist eine privatrechtliche Stiftung und untersteht der BVG- und Stiftungsaufsicht des Kantons Zürich. Die Ausgaben der Stiftung können zu ca. 70 % durch eigene wirtschaftliche Leistungsfähigkeit und Spenden gedeckt werden. Rund 30 % werden durch das Kantonale Sozialamt vergütet.
Stiftungszweck 
Die Stiftung bietet Menschen mit einer Beeinträchtigung marktgerechte Arbeit und Ausbildung in einem sozialen Umfeld. Sie richtet ihre Tätigkeit auf die Mitarbeitenden der geschützten Arbeits- und Ausbildungsplätze aus und integriert sie mit Arbeit und weiteren Aktivitäten in die Gesellschaft.

## Struktur und Organisation
Der Stiftungsrat umfasst sieben Personen aus den Bereichen Wirtschaft, Rechtswissenschaft, Medizin sowie aus dem sozialen Umfeld. Die private Stiftung wird von einer vierköpfigen Geschäftsleitung aus der Wirtschaft z geführt.
Die Stiftung St. Jakob besteht aus den produktiven Abteilungen Gastronomie mit etwa 260 und Gewerbe mit rund 295 Mitarbeitenden, die ihre Leistungen im freien Markt anbieten. Auf etwa 135 Fachangestellte kommen 380 geschützte Mitarbeitende und 40 Ausbildungsplätze.
Das Fachteam der Stiftung wird regelmässig von Zivildienstleistenden unterstützt. Im Gegenzug finden Zivildienstleistende in der Stiftung eine Arbeit und leisten ihren Dienst in einem wirtschaftlich ausgerichteten Sozialunternehmen.
Den Mitarbeitenden steht eine Seelsorge- und Ombudsperson für ihre Anliegen zur Verfügung, die einfühlsam vermittelt sowie die Mediatorenrolle übernimmt.
Der neue Hauptsitz mit dem Gewerbezentrum der Stiftung St. Jakob wurde 2018 fertiggestellt und befindet sich direkt am Viadukt, einem zeitgemässen Brennpunkt des städtischen Gewerbes, nahe beim Zürich Hauptbahnhof.

## Tätigkeitsbereiche

### Gastronomie

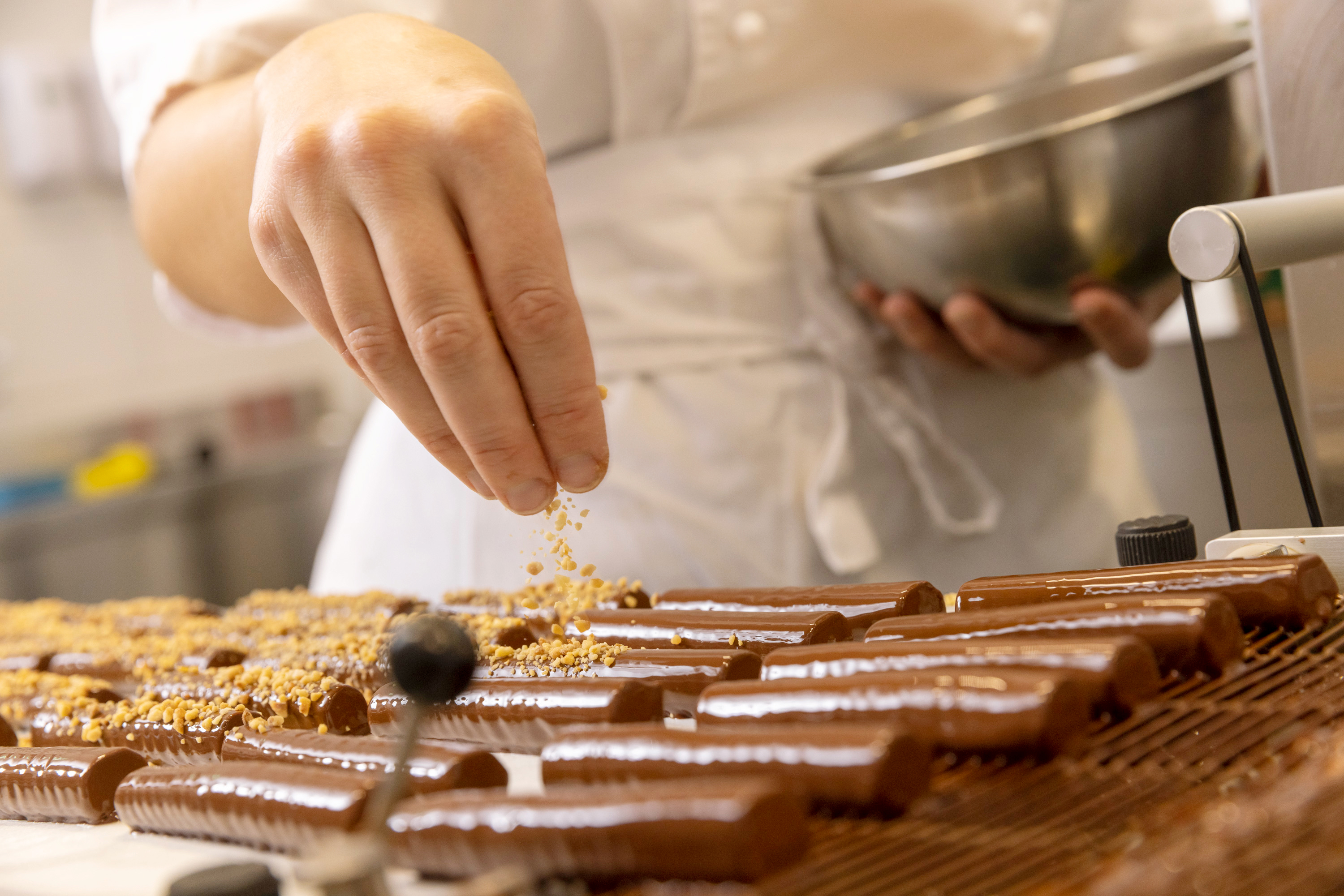
Bäckerei, Chocolatier und sechs Filialen des St. Jakob Beck & Kafi in der Stadt Zürich – im Bereich Gastronomie sind mehr als 200 Mitarbeitende beschäftigt.

Unter dem Namen St. Jakob Beck & Kafi wurden seit 1998 sechs Filialen in der Stadt Zürich eröffnet. Das Angebot umfasst Backwaren, Sandwiches und Desserts, die von geschützten Mitarbeitenden unter Begleitung von Fachangestellten serviert werden. Zusätzlich wird auch Catering angeboten. Die hauseigene Bäckerei sowie die Chocolatiers produzieren in Handarbeit lokale Spezialitäten wie den originalen Züri Tirggel nach überliefertem Rezept sowie Backwaren, Pralinés oder Tafelschokoladen.

### Gewerbe
Dienstleistungen
Mehr als 120 Mitarbeitende rüsten, konfektionieren, sortieren und verpacken. Die Abteilung verfügt über einen 200 m² grossen Sauberraum mit Hygieneschleuse für das Verpacken von Lebensmitteln.
Digitalisierung

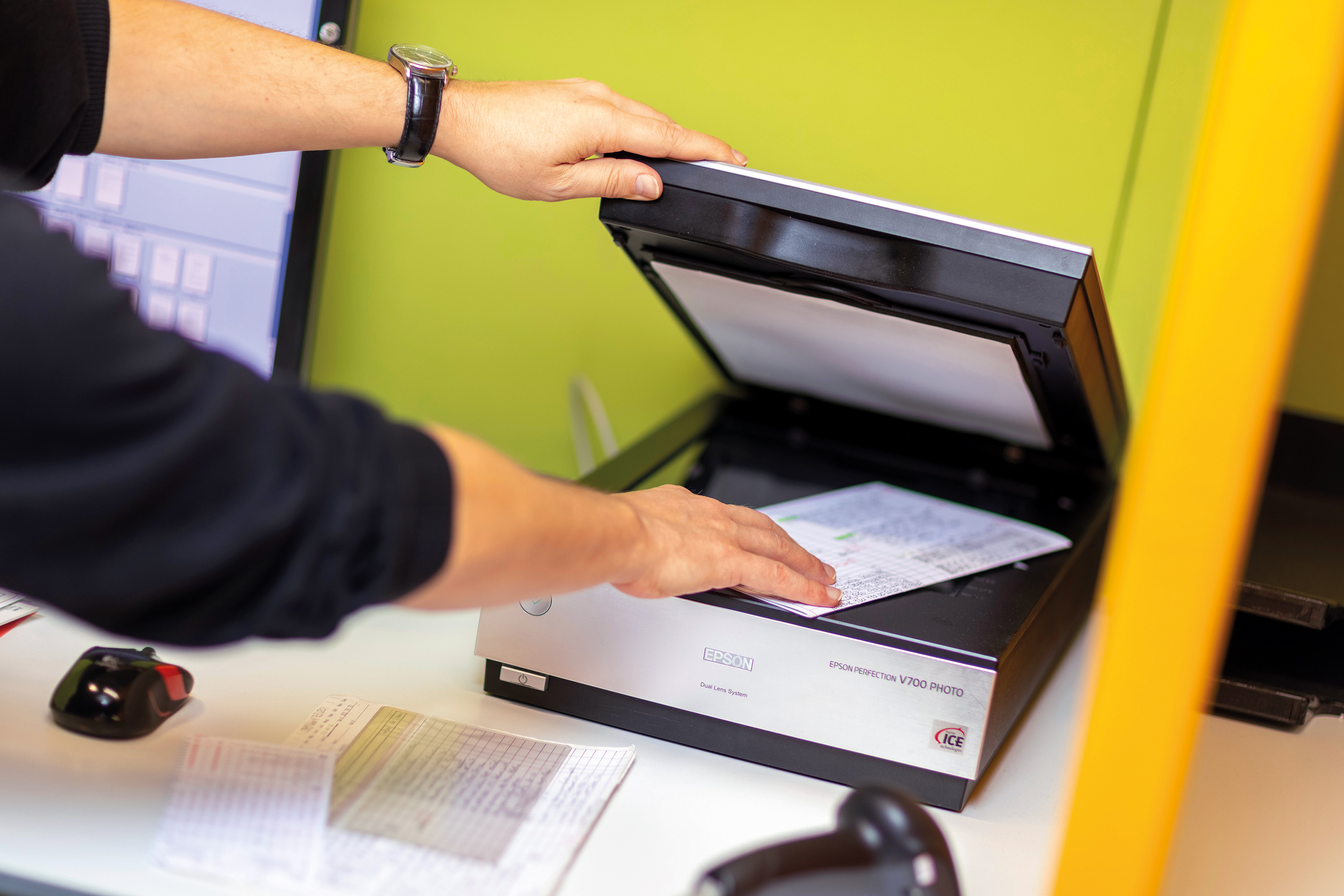
Jährlich werden im Geschäftsbereich Digitalisierung über 1,5 Millionen Papierdokumente erfasst und als Daten gespeichert – für die zeitgemässen, effizienteren Geschäftsprozesse.

Unter Einhaltung von Sicherheitsvorkehrungen und Datenschutzrichtlinien werden im Auftrag beliebige Dokumente gescannt und digital verarbeitet.
Elektronik

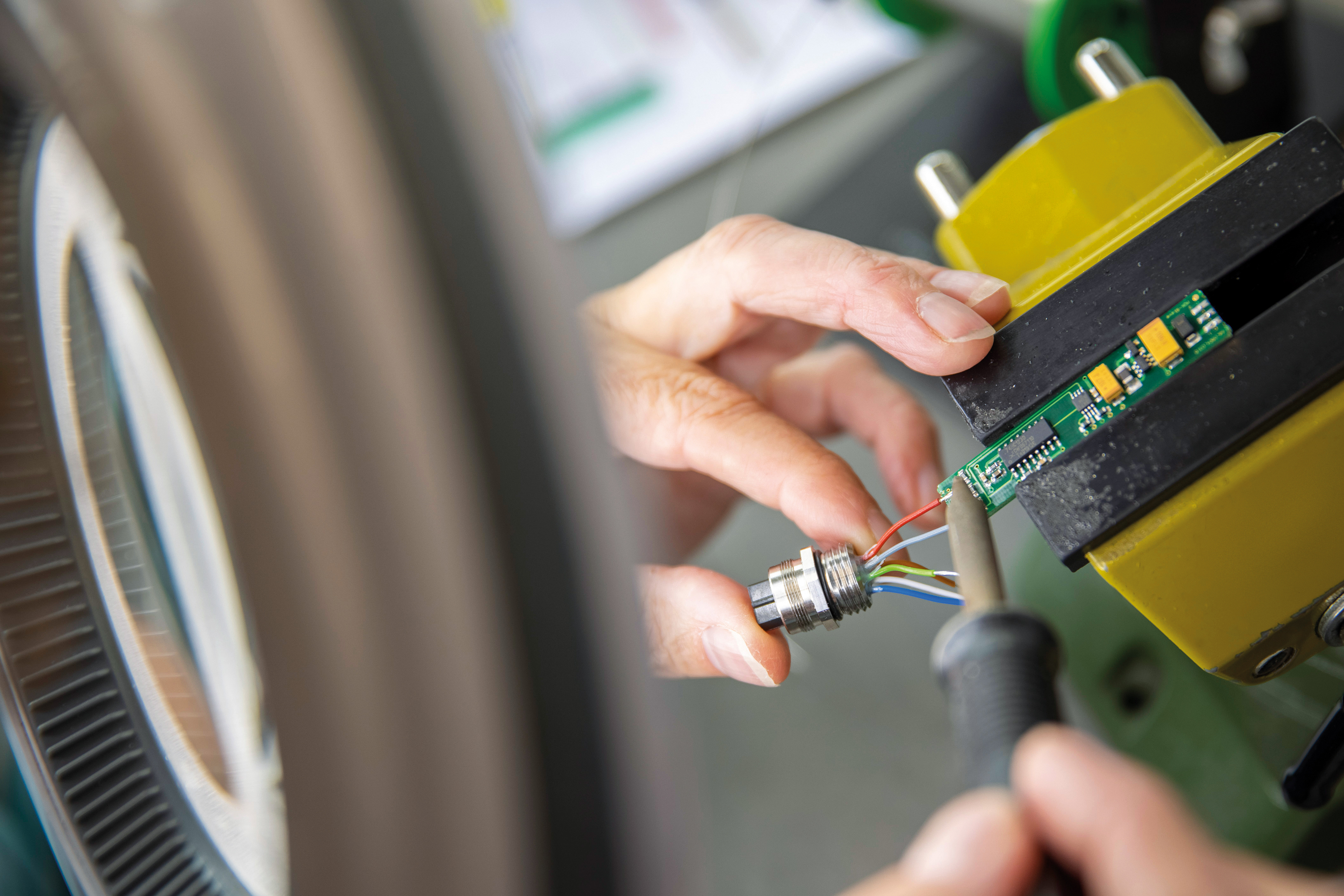
Mit modernem Maschinenpark, Präzision und Flexibilität erfüllt die Abteilung Elektronik vielfältige Kundenaufträge aus der Industrie.

Der Fachbereich mit etwa 50 Mitarbeitenden ist auf Kabelkonfektionierung, Baugruppenmontage oder Lötarbeiten spezialisiert.
Flechterei

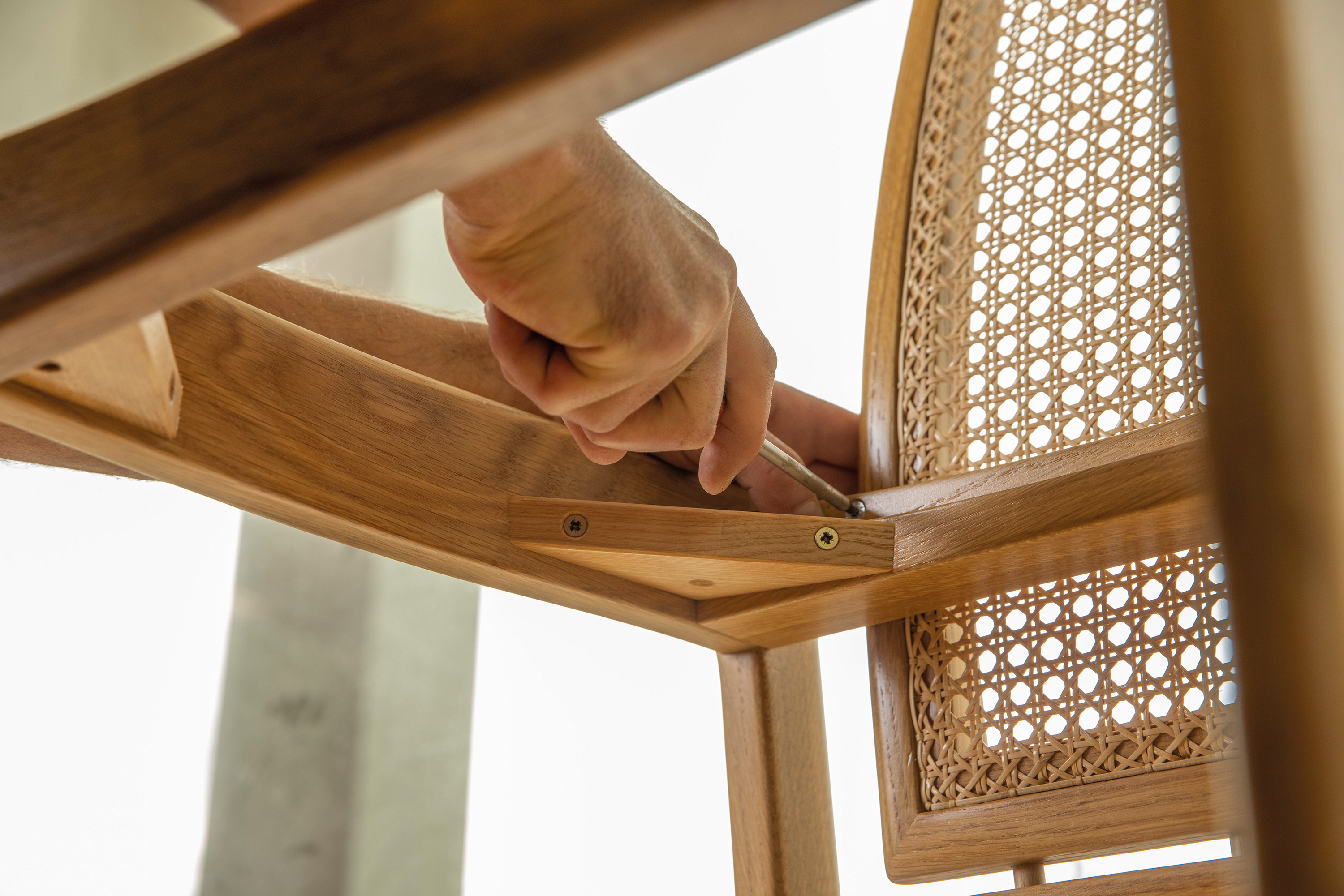
Die Flechterei ist einer der ersten Leistungsbereiche der Stiftung St. Jakob. Hier werden Geflechte mit fingerfertiger Kompetenz renoviert oder auf Wunsch neue Sitzmöbel nach Mass gefertigt.

Restauration von Möbelstücken mit klassischer Flechtkunst aus Rattan, Peddigrohr, Binsen, Papier- und PVC-Schnur.
Gebäude- und Gartenpflege

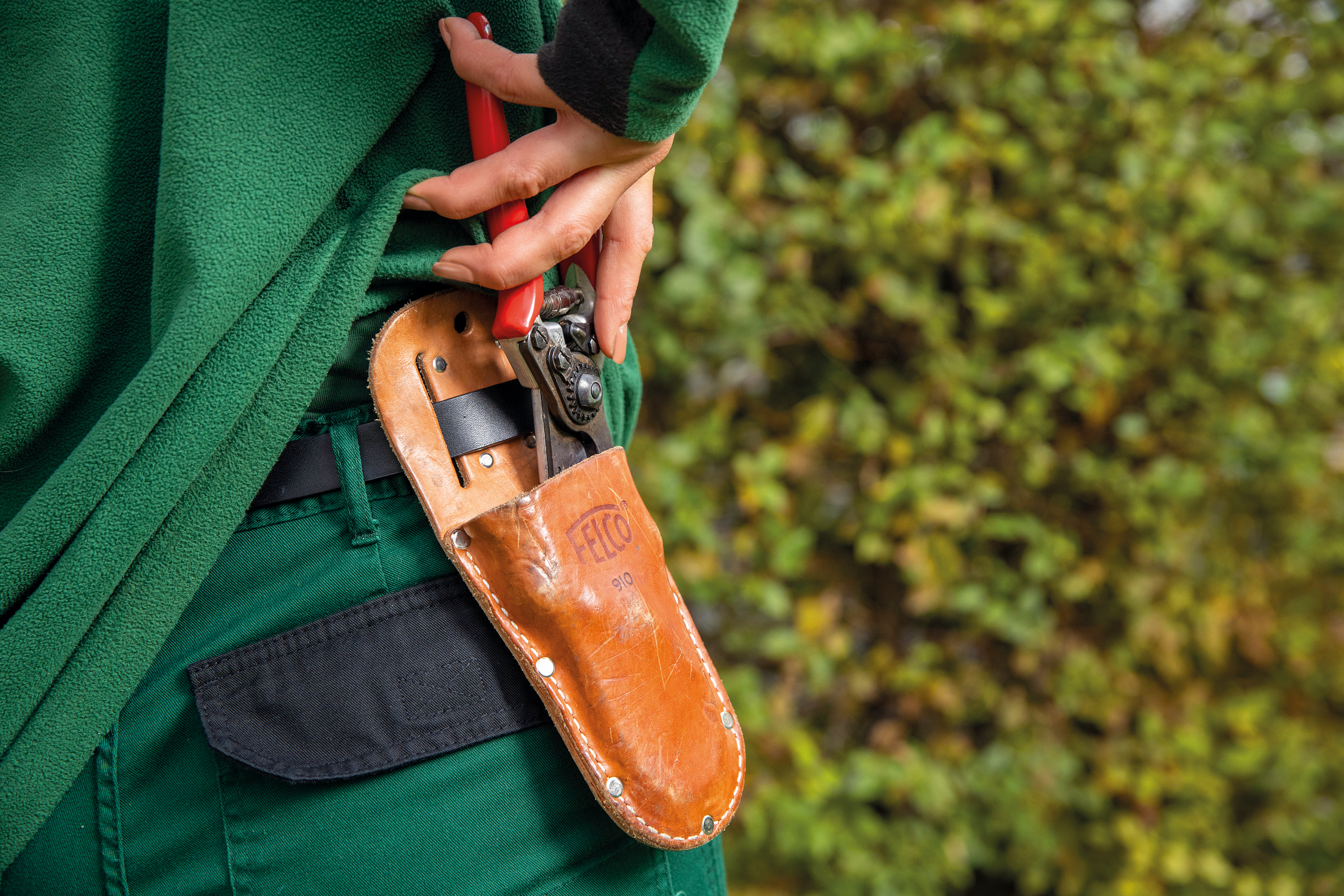
Auf die Dienste der Gebäude- und Gartenpflege zählen zahlreiche Immobilienverwaltungen im Raum Zürich.

Pflege von Liegenschaften aller Art sowie Grünflächen im Kundenauftrag.
Schreinerei
Rund 30 Mitarbeitende und Lernende realisieren Serien- sowie Einzelanfertigungen oder Restaurationen und Reparaturen.
Logistik
Verantwortlich für Warenumschlag, Kühlketteneinhaltung, Koordination und Transporte.

### Ausbildungsplätze
Jährlich ermöglicht die Stiftung St. Jakob 10 bis 20 Jugendlichen den Einstieg in das Arbeitsleben. Die Lernenden können in den verschiedenen Abteilungen einen Beruf erlernen. Sie absolvieren ihre Ausbildung hauptsächlich mit der Unterstützung der IV. Hierzu bietet die Stiftung verschiedene Ausbildungsstufen:
- Vorlehre
- Praktisches Arbeiten (PrA nach INSOS)
- Eidgenössisches Berufsattest (EBA)
- Eidgenössische Fähigkeitszeugnis (EFZ)

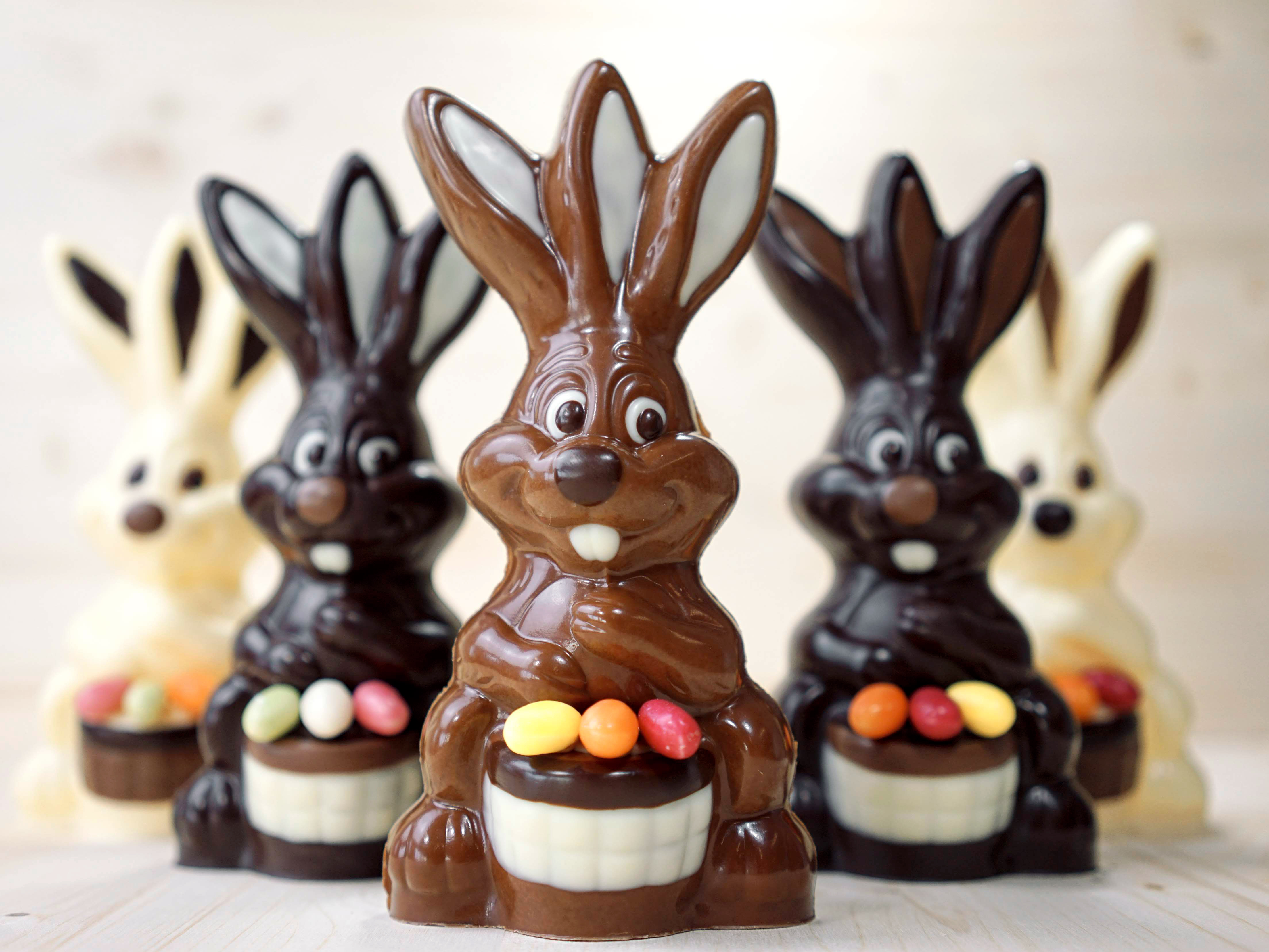
Die Kunst der Confiserie von Grund auf lernen – auch für Menschen mit Beeinträchtigung.

Die Stiftung St. Jakob bietet zudem die Möglichkeit eines «Vorpraktikums», welches der eidgenössischen Ausbildung für Arbeitsagogik vorangeht. Bestehenden Mitarbeitenden ermöglicht die Stiftung mit ihrer ArbeitsAgogikAkademie eine interne Ausbildung in Zusammenarbeit mit Academia Euregio.

## Ziele
Ziel ist es, Menschen mit einer Beeinträchtigung marktgerechte Arbeit und Ausbildungsplätze in einem sozialen Umfeld zu bieten. Ein respektvoller und harmonischer Umgang miteinander stärkt Selbstständigkeit, Selbstvertrauen und Lebensfreude. Gelebte Wertschätzung heisst, jeder Persönlichkeit offen zu begegnen, unabhängig ihrer Religion, politischen Haltung, Herkunft oder sexuellen Orientierung. Unter der Leitung von Berufsleuten mit handwerklichen Fachdiplomen und arbeitsagogischen Kenntnissen werden Marktleistungen erbracht.
Das dem Werk von der öffentlichen Hand und durch Private anvertraute Geld wird mit der grösstmöglichen Hebelwirkung eingesetzt, indem eigene Leistungen und Produkte zu wettbewerbsfähigen Preisen angeboten werden. Verwendet werden wo immer möglich regionale Produkte, berücksichtigt werden lokale Lieferanten und Partner. Die Rohmaterialien entsprechen zu über 90 % dem Label Suisse Garantie. Auf Zusatzstoffe wird grösstmöglich verzichtet und handwerkliche Methoden bestimmen die Produktion.

## Publikationen und Literatur
Auf der Website der Stiftung stehen ihre Veröffentlichungen frei zur Verfügung.
- Stiftungsbroschüre Mit Herz und Leidenschaft: Vorstellung der Stiftung im Überblick.
- Magazin Huusziitig für die interne Information.
- Buch über die Gründerin Fräulein Marie Bürkli (1864–1927): Vorsteherin des Frauenblindenheims Dankesberg, Zürich. Veröffentlicht ca. 1927, Verlag unbekannt, vergriffen.